# Dziewicza Góra (Wzgórza Szymbarskie)
Dziewicza Góra (226 m n.p.m.) - jedno z wzniesień pasma morenowych Wzgórz Szymbarskich położone nad Jeziorem Łapalickim.
W Garczu przy pobliskim skrzyżowaniu z Drogą wojewódzką nr 211 bierze swój początek Droga Kaszubska. 
W pobliskim Garczu  mieszkała w letnim domku na wzniesieniu Dziewiczej Góry nieżyjąca już dziennikarka i działaczka kaszubska Izabella Trojanowska.